# 三野谷村
三野谷村（みのやむら）は群馬県の南東部、邑楽郡に属していた村。

## 地理
- 河川：谷田川、新堀川、近藤川

## 歴史
- 1889年（明治22年）4月1日 - 町村制施行により周辺4村（上三林村、下三林村、野辺村、入ヶ谷村）が合併し三野谷村が成立する。
- 1954年（昭和29年）4月1日 - 郷谷村、大島村、赤羽村、六郷村、多々良村、渡瀬村と合併し館林市となる。

## 村長
- 荒川高三郎（1897年- ）

## 教育

### 学校
- 小学校
  - 三野谷村立三野谷小学校（現：館林市立第七小学校）